# KCNスポーツ&カルチャー
KCNスポーツ&カルチャーは近鉄ケーブルネットワークが加入者向けに放送しているコミュニティチャンネル。

## 概要
地デジ12chで放送している。2016年4月8日より試験的に放送を行い、5月1日から正式に放送を開始した。

「KCNエリアワイド」や「KCNゼミナール」などの自社制作番組の他、サブチャンネルではQVCが放送されている。

## 番組

### 放送中の番組
●印はKCNファミリーチャンネルから移動した番組
- KCNエリアワイド●
- KCNゼミナール●
- ちぇきなら
- なら肝体操
- ならLIVE
- 定点カメラ映像
- 歴史街道アーカイブ
- 伊勢 美し国から
- なら古墳探訪
- 将棋講座
- 囲碁講座
- ゴーゴー!のりものタウン
- チャンネルおすすめ番組
- QVC

### 過去
★印はKCNタウンチャンネルでは現在も放送している番組
- ハルカスベストセレクト
- HARUKASべストセレクト おうちdeショッピング
- KCNファミリーストア
- おしえて!奈良医大
- ぐっと!! 奥大和
- 近鉄レール通信
- 近鉄列車倶楽部
- SL日和
- 大和の車窓
- やまとの車窓WIDE - KCNファミリー4Kで放送の番組をHD画質で放送。
- ないとフィーバーイコマ★
- みんなのビデオ★
- 021なら県民放送局★
- 奈良町わいがや★
- パンダネット囲碁講座
- 放送大学特別講義